# 1115 هـ
1115 هـ هي سنة في التقويم الهجري امتدت مقابلةً في التقويم الميلادي بين سنتي 1703 و1704.

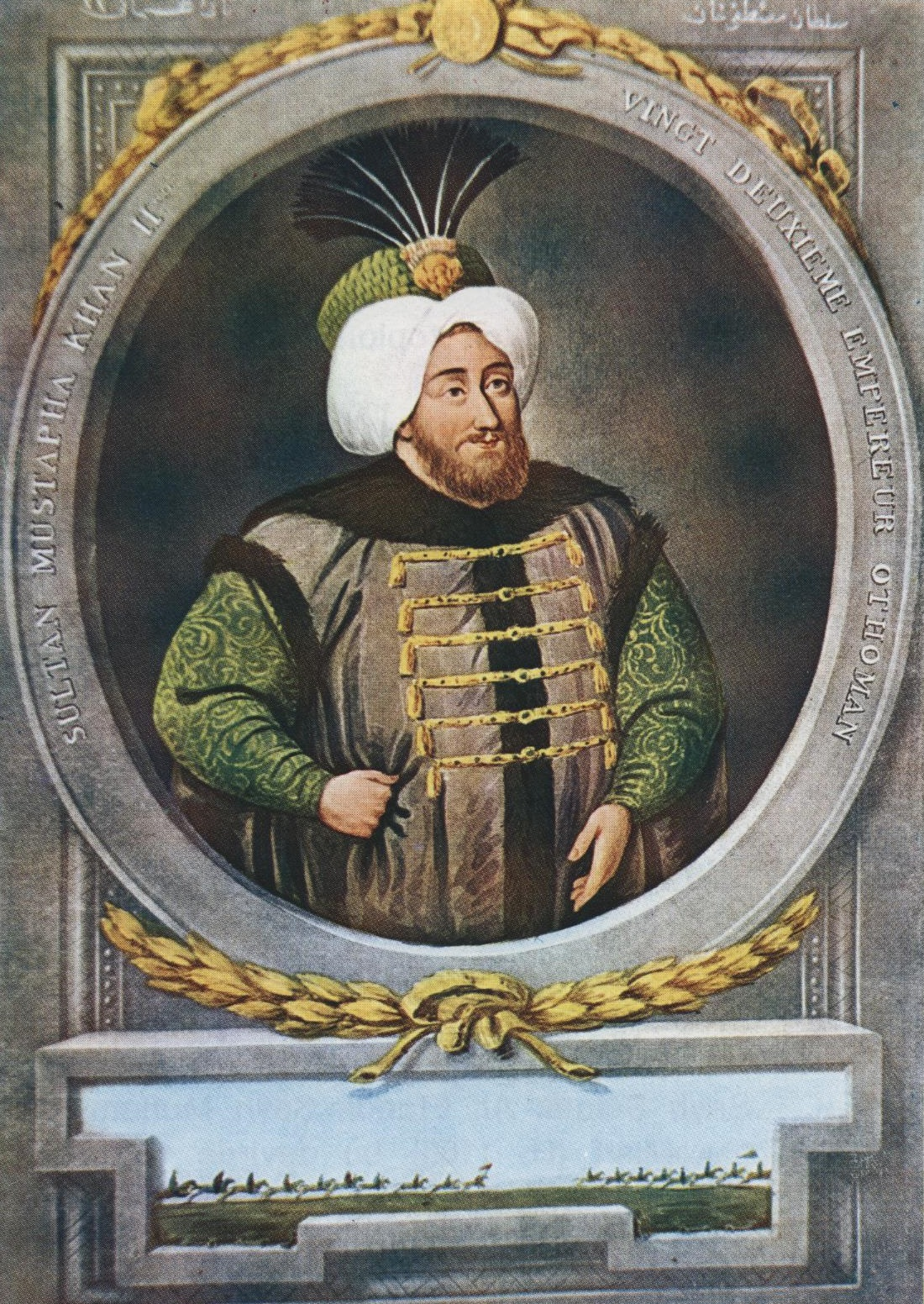
مصطفى الثاني

## مواليد
ولادة مؤسس الدعوة التصحيحية الإسلامية الشيخ محمد بن عبد الوهاب.

## وفيات
- مصطفى الثاني
- واصل اللاهيجي